# District de Beichen
Le district de Beichen (北辰区 ; pinyin : Běichén Qū) est une subdivision de la municipalité de Tianjin en Chine.